# Ruderboot

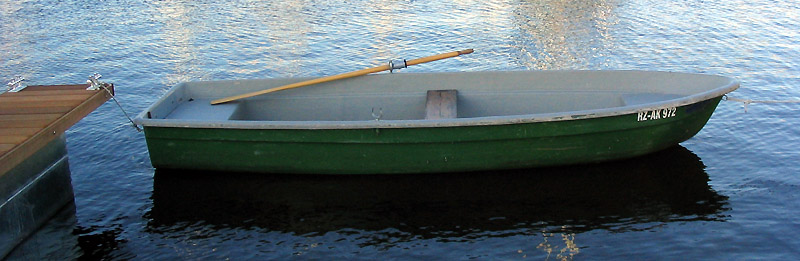
Ruderboot vom Typ „Anka“

Ruderboote sind Wasserfahrzeuge, die mit Hilfe von Riemen oder Skulls bewegt werden. Im Unterschied zum (historischen) Ruderschiff sind Ruderboote kleiner; im Unterschied zum Paddelboot sitzen Rudernde mit dem Rücken zur Fahrtrichtung, Paddler hingegen bewegen sich in Blickrichtung. 
Heutzutage sind Ruderboote hauptsächlich im Freizeitbereich und im Sport zu finden. In den Zeiten der Segelschiffe waren Ruderboote als bewegliche Einheiten in flachen Gewässern in Gebrauch, für den Kapitän war zum Beispiel die Gig vorgesehen, die nicht mit den im Rudersport verbreiteten Gigruderbooten verwechselt werden sollte.

Zwei Frauen in einem Ruderboot zu Beginn des 20. Jahrhunderts.

In Deutschland gibt es auf Rügen und in Berlin Ruderfähren.

## Rennruderboote

### Reglement

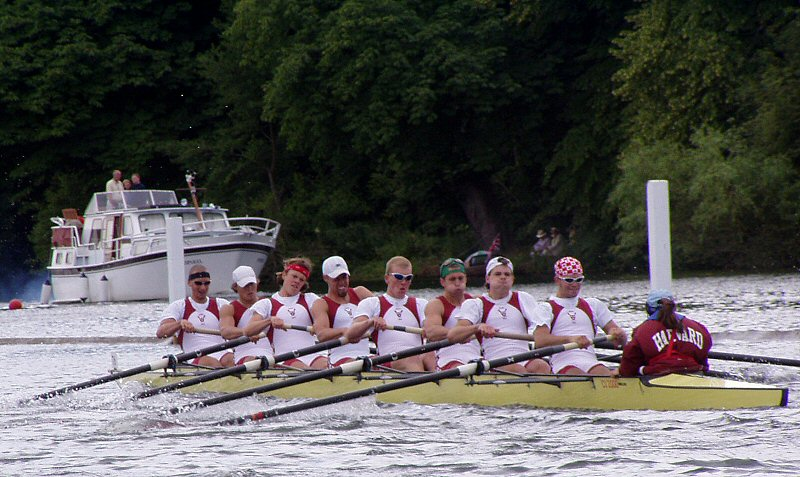
Achter der Harvard University

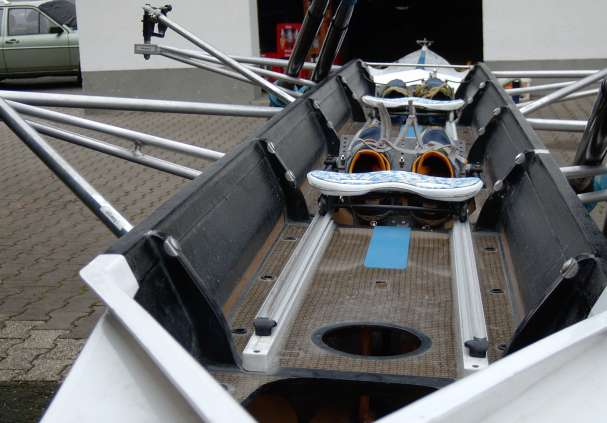
Doppelzweier – gut zu erkennen sind die Rollbahnen, das Trittbrett (blau) und die am Stemmbrett befestigten Schuhe

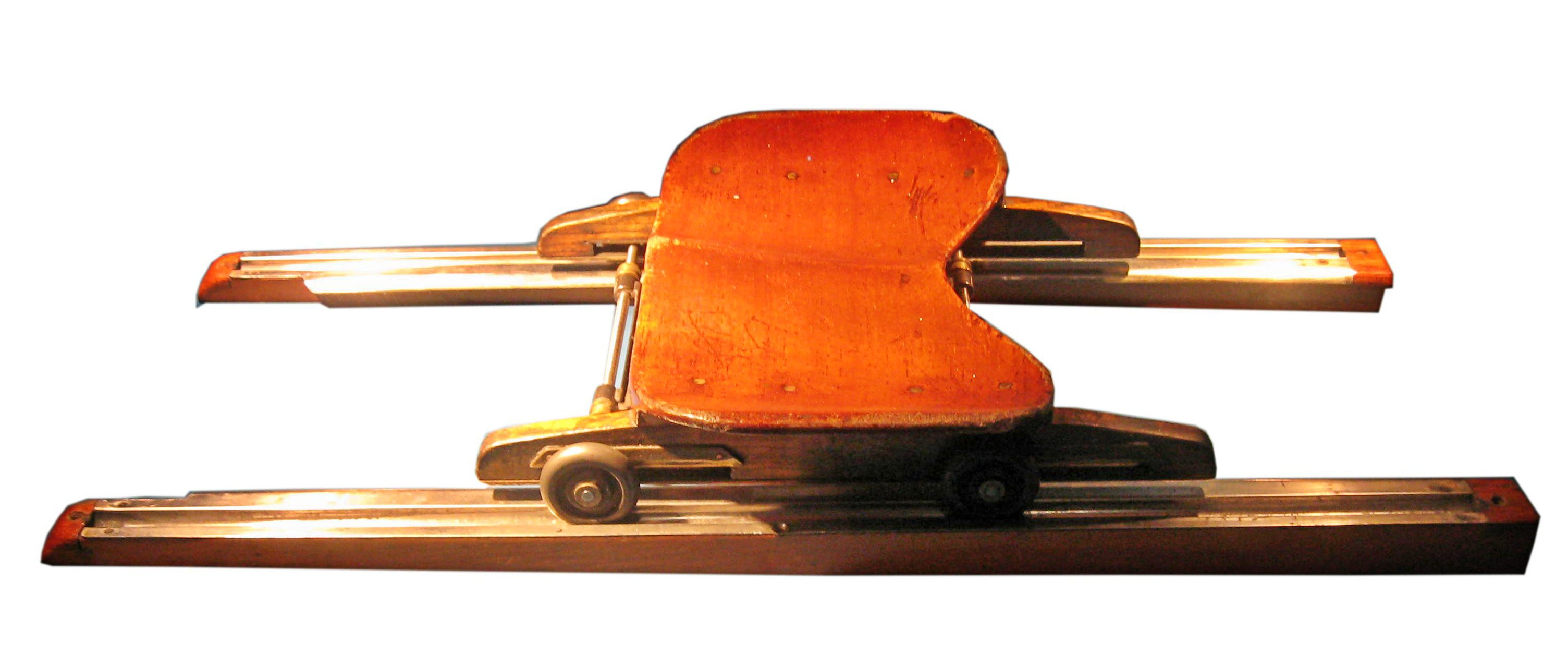
Hölzener Schlittenrollsitz, mittlerweile überwiegend durch CFK-Kugellagerrollsitze abgelöst

Sowohl der Weltruderverband (FISA) als auch der Deutsche Ruderverband (DRV) haben in ihren Ruderwettkampfregeln technische Eckpunkte für den Bau von Rennruderbooten festgeschrieben. So müssen im Ruderboot alle tragenden Elemente einschließlich der Achsen der beweglichen Elemente fest mit dem Bootskörper verbunden sein, der Sitz des Ruderers kann sich jedoch in der Bootsachse bewegen. Darüber hinaus müssen alle Ruderer mit ihrem Rücken in Fahrtrichtung sitzen.
Ein weiteres wichtiges Merkmal eines Rennruderbootes ist das vorgeschriebene Mindestgewicht zur Vermeidung eines technischen Wettrüstens. Seine Abmessungen (Länge, Breite, Form) sind dagegen nicht reglementiert, sie bewegen sich allerdings auch bei Booten verschiedener Werften innerhalb enger Korridore. Rennruderboote sind im Allgemeinen so schmal gebaut, dass sie mit Ruderern besetzt kaum Eigenstabilität gegen Kenterungen bieten.

### Bauweise
Rennruderboote bestehen aus Faserverbundwerkstoffen, wie zum Beispiel kohlenstofffaserverstärkter Kunststoff (CFK) und/oder Holz. Bauteile sind in der Regel je ein Luftkasten am Bug und am Heck. Für jedes Ruder (Skull, Riemen) gibt es einen Ausleger, an dessen Ende sich eine Dolle befindet, in die der Riemen oder Skull gelegt wird. Der Ruderer sitzt mit dem Rücken in Fahrtrichtung auf einem Rollsitz, der auf zwei Rollschienen rollt. Zwischen den Rollschienen befindet sich ein Trittbrett, über das der Ruderer ins Boot steigt.
Am Heck des Ruderboots befindet sich ein Schwert, das dafür sorgt, dass das Ruderboot gerade fährt. Bei gesteuerten Booten befindet sich am Heck außerdem noch das Steuerruder. Das Steuerruder wird mit zwei Drähten oder Seilen vom Steuermannsplatz oder, bei Booten ohne eigenen Steuermann, von einem der Ruderer über Fußsteuerung bewegt.

### Einstellung/Trimmung
Stemmbrett, Rollbahnen, Ausleger und Dollen werden im Sport individuell auf jeden Ruderer eingestellt. Dieser Vorgang wird Trimmen genannt. Einige Einstellungen können vom Ruderer vor der Ausfahrt mit geringem Aufwand vorgenommen werden, andere sind nur mit Messgeräten und weniger spontan zu justieren.
Einige Größen: Der Dollenabstand in Skullbooten sollte sich zwischen 156 cm und 160 cm bewegen; die Länge der Innenhebel von Skulls zwischen 86 cm und 90 cm. Das Verhältnis von Dollenabstand und Innenhebel sollte ungefähr Innenhebel = Dollenabstand/2 + 8 cm betragen. In Riemenbooten beträgt der Dollenabstand zwischen 83 cm und 87 cm, oder 30 cm kürzer als der Innenhebel. Die Dollhöhe (Höhe der Dollen über dem Rollsitz) sollte zwischen 15 cm und 18 cm betragen, der Höhenunterschied zwischen den Dollen eines Platzes beim Skullboot beträgt etwa 1 cm. Dieser Höhenunterschied kommt dadurch zustande, dass der Ruderer die Ruder leicht übereinander führt, da die Ruder ansonsten in der Mitte zusammenstoßen würden. Der Anlagewinkel (Abweichung der Ruderblätter von der Senkrechten) sollte bei Maconrudern zwischen 4° und 5° betragen.

### Wichtige Bootsklassen
- Skiff / Einer (1x)
- Zweier:
  - Doppelzweier (2x)
  - Zweier ohne Steuermann (2-)
  - Zweier mit Steuermann (2+), seit 1996 nicht mehr olympisch
- Vierer:
  - Doppelvierer (4x)
  - Vierer ohne Steuermann (4-)
  - Vierer mit Steuermann (4+), seit 1996 nicht mehr olympisch
- Achter (8+)

Das Einer wird auch als Skiff bezeichnet, alle anderen Typen werden auch unter dem Begriff Mannschaftsboot zusammengefasst.

## Andere Ruderbootstypen

### Gigs
Gigruderboote (kurz Gigs) kommen in der Regel im Breitensport zum Einsatz. Sie werden in fünf Gruppen, abhängig von Breite und Bauweise, eingeteilt. Bei der Bauweise wird zwischen geklinkerten Booten und Booten mit glatter Außenhaut unterschieden. Geklinkerte Boote sind in der Regel aus Holz gebaut. Bei Booten mit glatter Außenhaut wird das traditionelle gebogene oder formverleimte Sperrholz zunehmend durch faserverstärkte Kunststoffe (GFK bzw. CFK) verdrängt. Gig-Boote sind weitaus breiter als Rennboote. Die gebräuchlichsten Bootsgrößen sind Einer, Zweier, Dreier und Vierer. Die Mannschaftsboote haben meist einen zusätzlichen Steuerplatz, der oft alternativ auch mit einem zusätzlichen Rollsitz und Dollen ausgestattet werden kann, so dass sich ein Dreier, Vierer oder Fünfer ergibt.
| Typ | Bauweise   | Breite    |
| --- | ---------- | --------- |
| A   | geklinkert | 90–100 cm |
| B   | geklinkert | 78 cm     |
| C   | glatt      | 78 cm     |
| D   | glatt      | ab 100 cm |
| E   | glatt      | 90 cm     |

### Inrigger-Ruderboot (Seegig)
Ein Inrigger ist ein gedecktes, geklinkertes Riemenboot, welches im Breitensport eingesetzt wird. Diese ursprünglich aus Dänemark stammenden und dort auch sehr weit verbreiteten Boote sind breiter als A-Gigboote und existieren sowohl in Holz- als auch in Kunststoffbauweise. Inrigger gibt es als Zweier mit Steuermann oder als Vierer mit Steuermann. Das Besondere bei diesem Bootstyp ist, dass die Ruderer zwar hintereinander, aber seitlich versetzt im Boot sitzen. Zudem besitzt es keine Ausleger, sondern die Dollen sind direkt auf der dem jeweiligen Ruderplatz gegenüberliegenden Bordwand montiert. Wegen dieser Konstruktion ist das Boot weniger anfällig gegen Wellen als ein Gigboot, weshalb es meist von Ruderern auf Küstengewässern der Nord- und Ostsee eingesetzt wird. Daher wird dieser Bootstyp in Deutschland teilweise auch als Seegig bezeichnet.

### Surfboat
Ein Surfboat ist ein für die Brandung entworfenes Ruderboot, welches an den Stränden Australiens, Neuseelands, Südafrikas aber auch Frankreichs und Großbritanniens zur Lebensrettung eingesetzt wird, in denen aber auch Wettkämpfe ausgetragen werden. Das Boot wurde so konstruiert, dass es durch turbulentes „whitewater“ und brechende Wellen wieder zum Ufer zurückgesteuert werden kann. Ein ausgedehntes Heck und hohe Seitenkanten verhindern das Überfluten oder das Kentern des Bootes, folglich haben Surfboats ein spitzes Heck.

### Kirchboot
Ursprünglich wurden Kirchboote im Mittelalter in Nordeuropa zum Kirchgang genutzt. Die Boote hatten damals feste Sitzbänke. Heute können Kirchboote auch mit Rollsitzen ausgerüstet sein und erleben wegen ihrer speziellen Eigenschaften und imposanten Erscheinung ein Revival.

## Besondere Boots-Bauweisen

### Rollausleger-Boot
Ein Rollausleger-Boot ist ein Ruderboot, bei dem im Gegensatz zu den übrigen hier beschriebenen Booten der Einsatz der Beinkraft nicht durch einen Rollsitz, sondern durch einen Rollausleger ermöglicht wird. Diese Konstruktion hat gegenüber den Booten mit Rollsitz den Vorteil, dass die beim Ruderschlag in Längsrichtung des Bootes bewegte Masse geringer ist, was das Stampfen des Bootes verringert. Da dieser Bootstyp vom Weltruderverband FISA für Wettkämpfe nicht zugelassen ist, sind Rollausleger-Boote heute überwiegend im Breitensport anzutreffen, beispielsweise beim Pohlus-Boot.

### Vorwärtsruderboot

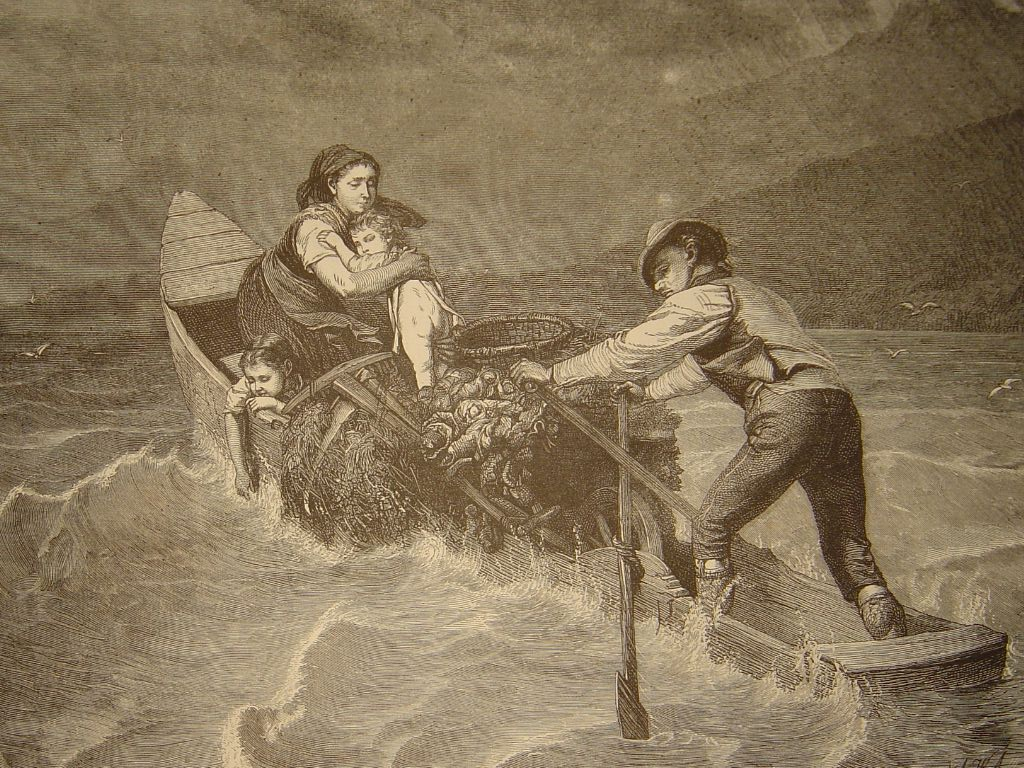
Vorwärtsruderboot

Ruderer sitzen üblicherweise entgegen der Fahrtrichtung im Ruderboot und können nicht jederzeit sehen, was vor ihrem Boot passiert. Es existieren verschiedene Konzepte und technische Lösungen, mit denen ein Ruderer sich und das Ruderboot nach vorn schauend fortbewegen kann. Zusammenfassend werden diese Konzepte als „Vorwärtsruderboot“ bezeichnet.
Imre Mesterhazy entwickelt seit 1997 ein Vorwärtsruderboot in der Schweiz. Über verzahnte Gelenke wird die Kraft mit der normalen Ruderbewegung zur Fortbewegung umgesetzt. Eine andere Entwicklung von Martin Kaltenbach aus Frankfurt am Main verwendet einen aus einer modifizierten Kurbelschwinge entwickelten Trapezausleger. Nach einer weiteren, von Hans-Dieter Selle aus Langebrück bei Dresden patentierten Idee werden Vorwärtsruderboote gebaut, bei denen zweiteilige Ruder auf einen sogenannten „Vorwärtsruderträger“ montiert werden. Der Vorwärtsruderträger wird anstelle der konventionellen Dolle mittels zweier Achszapfen mit dem Boot verbunden. Beim Rudern werden dann die Ruderblätter oberhalb der Wasserfläche selbständig in die horizontale Lage gedreht. Durch einen Austausch der traditionellen Ruder durch die Vorwärtsruderbaugruppe kann jedes Freizeitruderboot umgerüstet werden. Jochum Bierma patentierte 2014 in Österreich die Idee für das „RowVista“-Vorwärtsrudersystem, mit dem es möglich ist, die Ruderblätter, wie beim herkömmlichen Rudern, manuell auf- und abzudrehen. Der Innenhebel und der Außenhebel der Vorwärtsruderriemen sind durch eine mechanische Umlenkung verbunden. Über ein gegenläufiges Gelenkviereck wird die Bewegung des Innenhebels über eine Kuppelstange auf den Außenhebel übertragen und gleichzeitig dessen Bewegungsrichtung umgekehrt. Pleuelstangen verbinden beide Hebel mit einer Wippe, wodurch die Rotation des Innenhebels, unabhängig von der Position der Riemen, auf den Außenhebel bzw. das Ruderblatt übertragen werden kann.
Im Rudersport sind Vorwärtsruderboote kaum zu finden, da sich das oft als „Stampfen“ bezeichnete dynamische Rudergefühl durch den oder die andersherum sitzenden Ruderer massiv verändert.

## Hersteller
Ruderboote werden von spezialisierten Ruderbootswerften hergestellt und vertrieben. Die Mehrzahl der Hersteller setzt dabei auf eine charakteristische Farbgebung, anhand derer die Werft für Ruderer meist unmittelbar erkennbar ist. Bekannte Hersteller sind (in alphabetischer Reihenfolge):
- Baumgarten Bootsbau (Warin, Deutschland), Gigboote
- BBG Bootsbau Berlin, rotes Bootsdesign
- Bootswerft Empacher (Eberbach, Deutschland), neongelbe Lackierung
- Filippi (Italien), weiß-blaues Design
- Janousek & Stämpfli Racing Boats, (Vereinigtes Königreich/Schweiz)
- Kirchbootmanufaktur Speyer (Deutschland)
- Rehberg (Celle, Deutschland)
- Schellenbacher (Österreich), weiß-rot oder weiß-blau
- Weitnauer (Schweiz), weiße Boote
- Wintech (VR China)

Bekannte nicht mehr existierende Hersteller sind die Bootswerften Friedrich Pirsch aus Berlin, Gehrmann und FISO, vormals Karlisch (alle aus Deutschland), deren Boote vor allem im Gigboot-Bereich noch weit verbreitet sind.
Die Zahl der Ruderbootswerften beläuft auf ca. 50 bis 70 weltweit, von denen ca. 30 bis 40 auch Rennruderboote herstellen (Stand 2016). Bei internationalen Spitzenregatten sind Fabrikate von ca. 8 bis 10 Werften im Einsatz, wobei sich die beiden Marktführer ca. 90 % des Marktes teilen.